# St. Nikolaus (Wipperfürth)

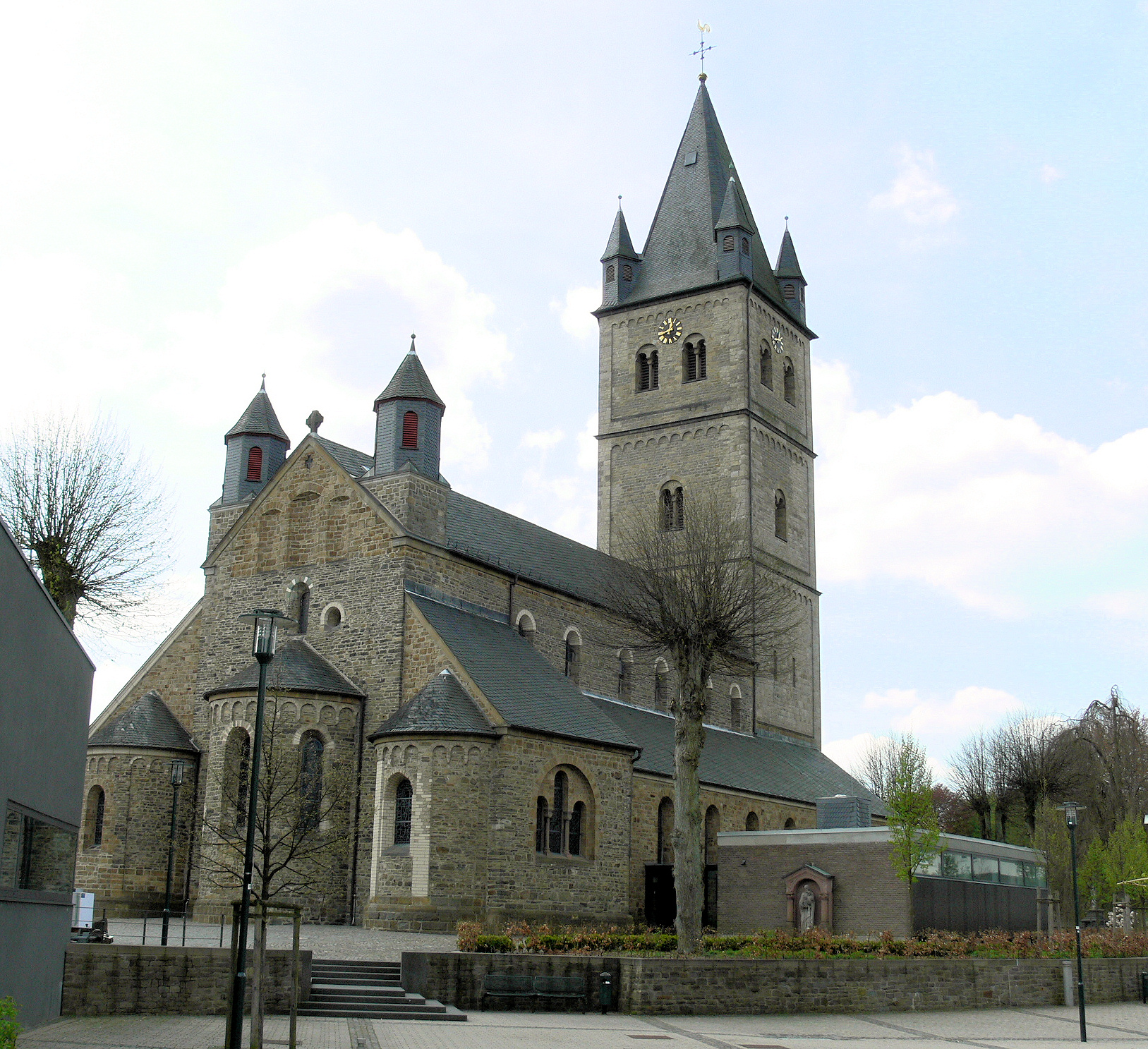
Pfarrkirche St. Nikolaus vom Hausmannsplatz aus

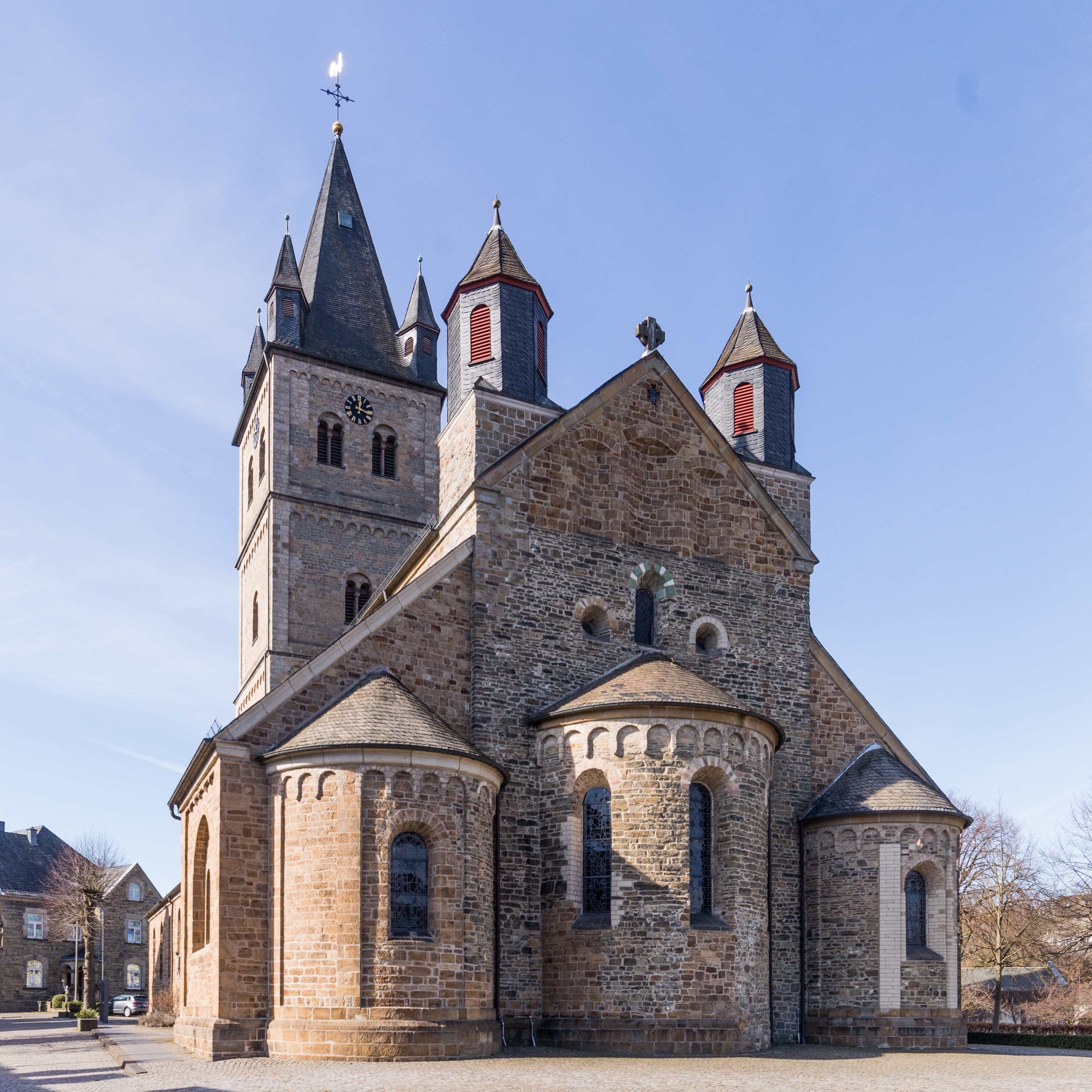
Ansicht von Osten

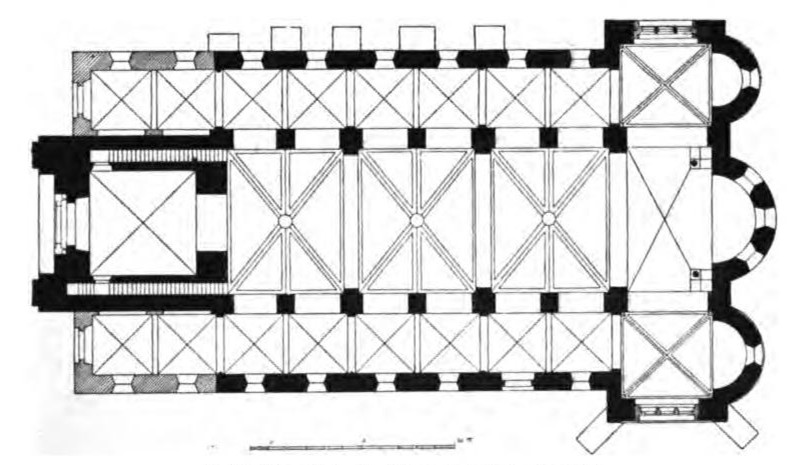
Grundriss 1900

Die römisch-katholische Pfarrkirche St. Nikolaus (ⓘ) in Wipperfürth ist eine dreischiffige Pfeilerbasilika. Im Stil der Romanik errichtet, lassen sich in den Gewölben des Mittelschiffs bereits deutlich Stilelemente der aufkommenden Gotik erkennen. St. Nikolaus zu Wipperfürth ist somit dem rheinischen Übergangsstil zuzuordnen.

## Baugeschichte
Die Kirche wurde wahrscheinlich im Jahre 1143 erbaut. Bauherren waren die Stiftsherren von St. Aposteln Köln, die in Wipperfürth ein Filialstift errichteten. Die Wipperfürther Kirche trägt das Patrozinium des  heiligen Nikolaus. Die Vorliebe für diesen Heiligen wurde von Theophanu, Gemahlin Ottos II. und byzantinische Prinzessin, mit nach Deutschland gebracht. Dass die Wipperfürther Pfarrkirche ihm geweiht ist, mag einen Grund darin haben, dass Erzbischof Bruno (aus dem Geschlecht von Berg) 1137 in Trani starb und im Nikolausdom auf Bari bestattet wurde.
Um 1225–1230 entstanden die Kreuzrippengewölbe im Mittelschiff und der Ausbau der querhausartig vorspringenden Nebenchöre mitsamt den Seitenapsiden. Vermutlich ersetzten die Kreuzrippengewölbe ein älteres Kreuzgratgewölbe. Dass bereits für den Bau aus der Mitte des 12. Jahrhunderts Gewölbe vorgesehen waren, belegen die rechteckigen Pfeilervorlagen im Mittelschiff und die paarweise zusammengezogenen Fenster im Obergaden. Architektonisch bildet die Kirche St. Aposteln in Köln das Vorbild für den spätromanischen Kirchenbau. So wurde für den Bau der Kirche in Wipperfürth derselbe Baumeister beauftragt. Die Kirche liegt am nördlichen Rand des mittelalterlichen Stadtkerns direkt an der ehemaligen Stadtmauer. Dadurch erhielt der verhältnismäßig hohe Westturm gleichzeitig die Funktion eines Wehrturms.
Trotz mehrerer Brände in den Jahren 1333, 1465, 1585 und 1795 gehört der Bau im wesentlichen Umfang noch dem 12. Jahrhundert an, denn die früheren Brände äscherten jeweils nur das Dach ein. Das belegt eine Stadtansicht von Ploennies aus dem Jahre 1715. Lediglich der letzte Brand von 1795 fügte dem Kirchenbau größere Schäden zu. Der Turmhelm wurde zerstört, und der Westturm musste bis auf seine unteren Stockwerke abgetragen werden, ebenso die Chorflankentürmchen. Das Dach war bis 1832 provisorisch mit Stroh gedeckt. Erst bei einer umfangreichen Restaurierung 1868–1875 wurden die Schäden beseitigt. Die beiden romanischen Untergeschosse des Westturms wurden ummantelt und das Westportal erneuert. Zwei neue Stockwerke und eine neoromanische viergieblige Bekrönung mit vier achteckigen Ecktürmchen wurden aufgesetzt. Ebenso wurden die Chorflankentürmchen neu aufgeführt. Allerdings wurden die Chorflankentürmchen und der Turm mit Lisenen und Rundbogenfriesen weitaus reicher ausgestattet, als die Vorlage auf der Ploennischen Stadtansicht zeigt. Die ehemals schlanken runden Flankentürmchen wurden durch achteckige ersetzt. Die Seitenschiffe erhielten ihre heutige Gestalt. Sie wurden mit größeren Fenstern erneuert und um je zwei Joche, also um die Breite des Westturmes, verlängert. In den Jahren 1936/37 wurde die Turmbekrönung und die Chorflankentürme unter dem Architekten Karl Band zur heutigen Gestalt vereinfacht.

## Ausstattung

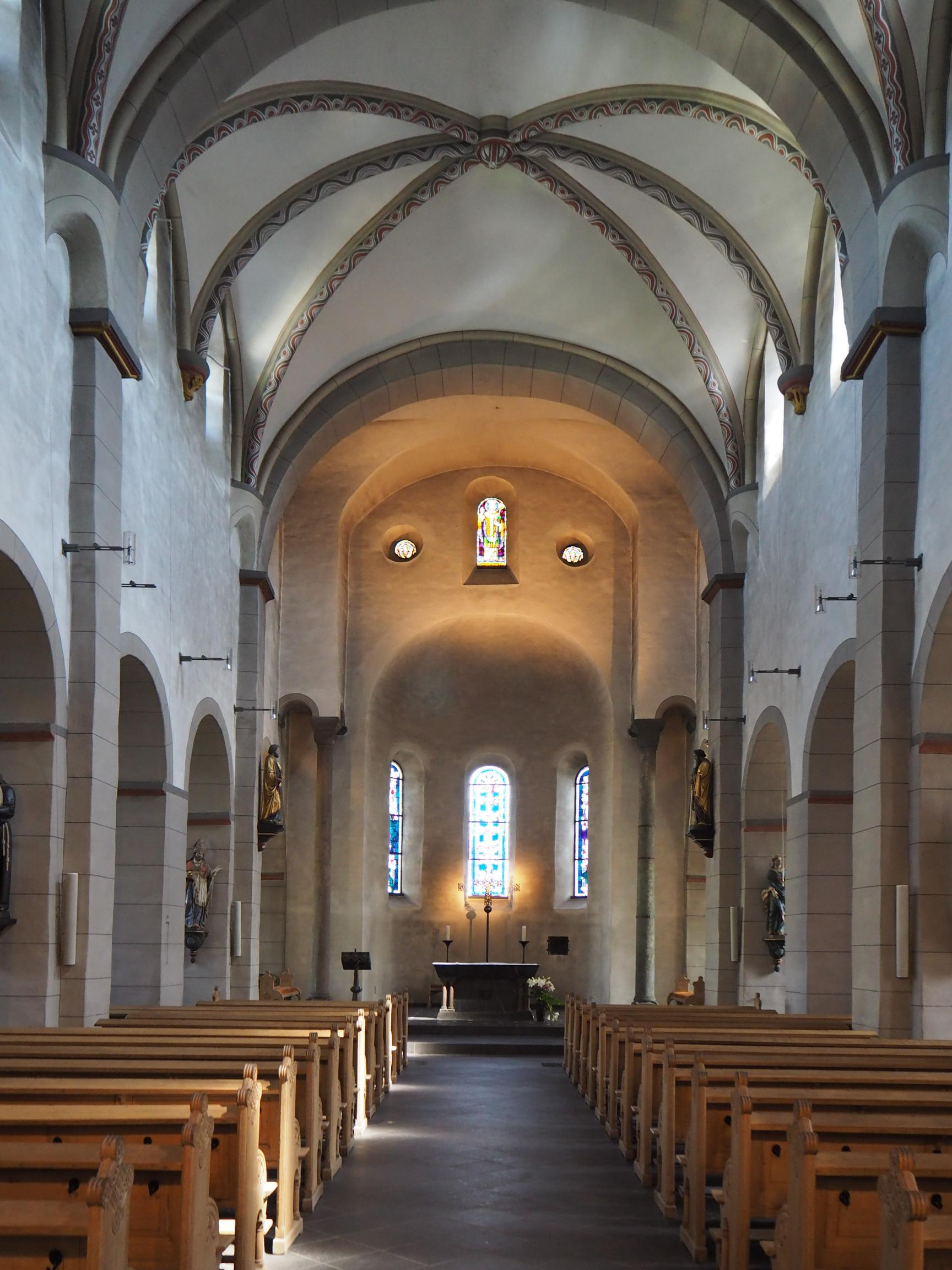
Mittelschiff der Kirche

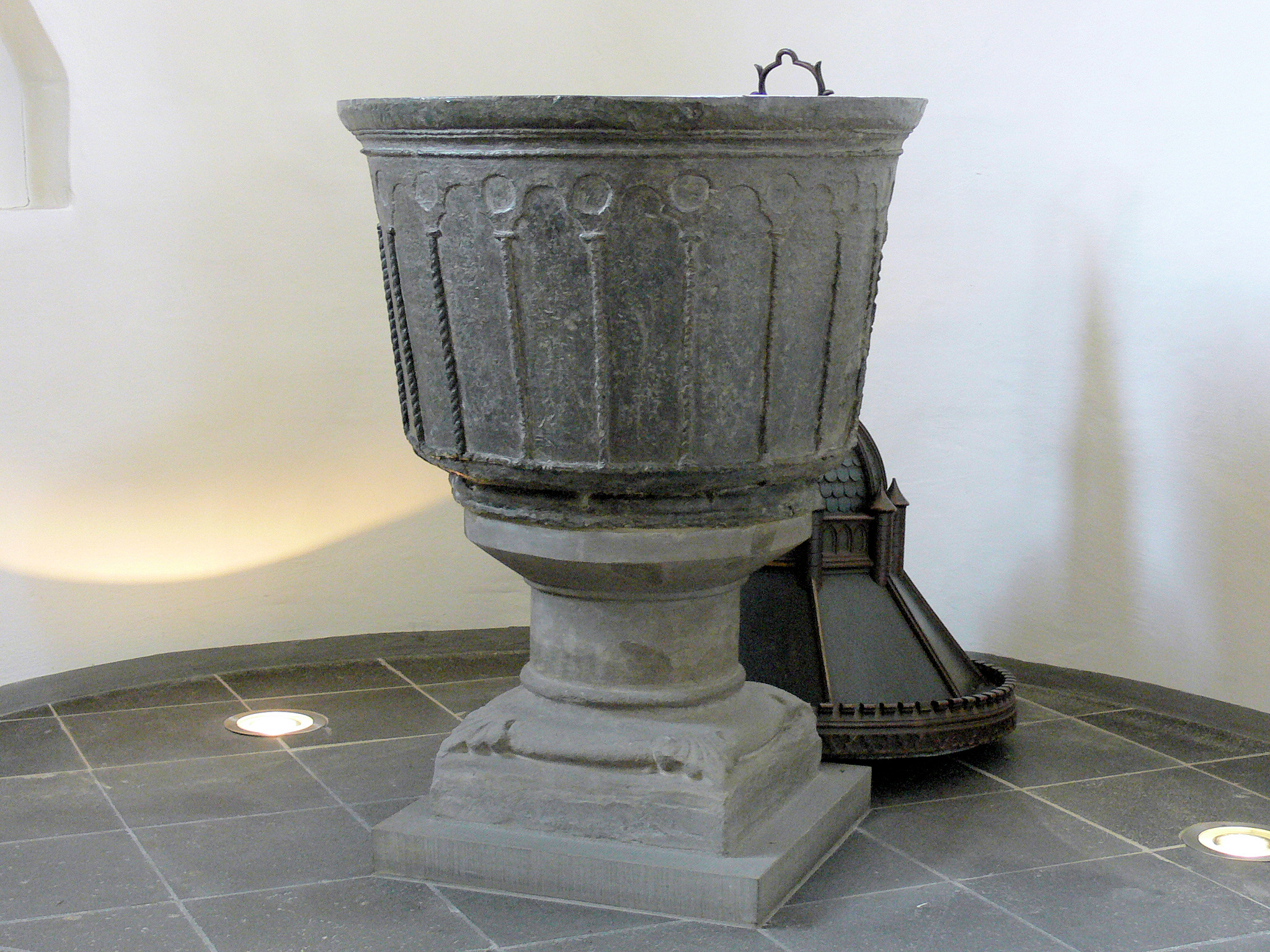
Taufbecken

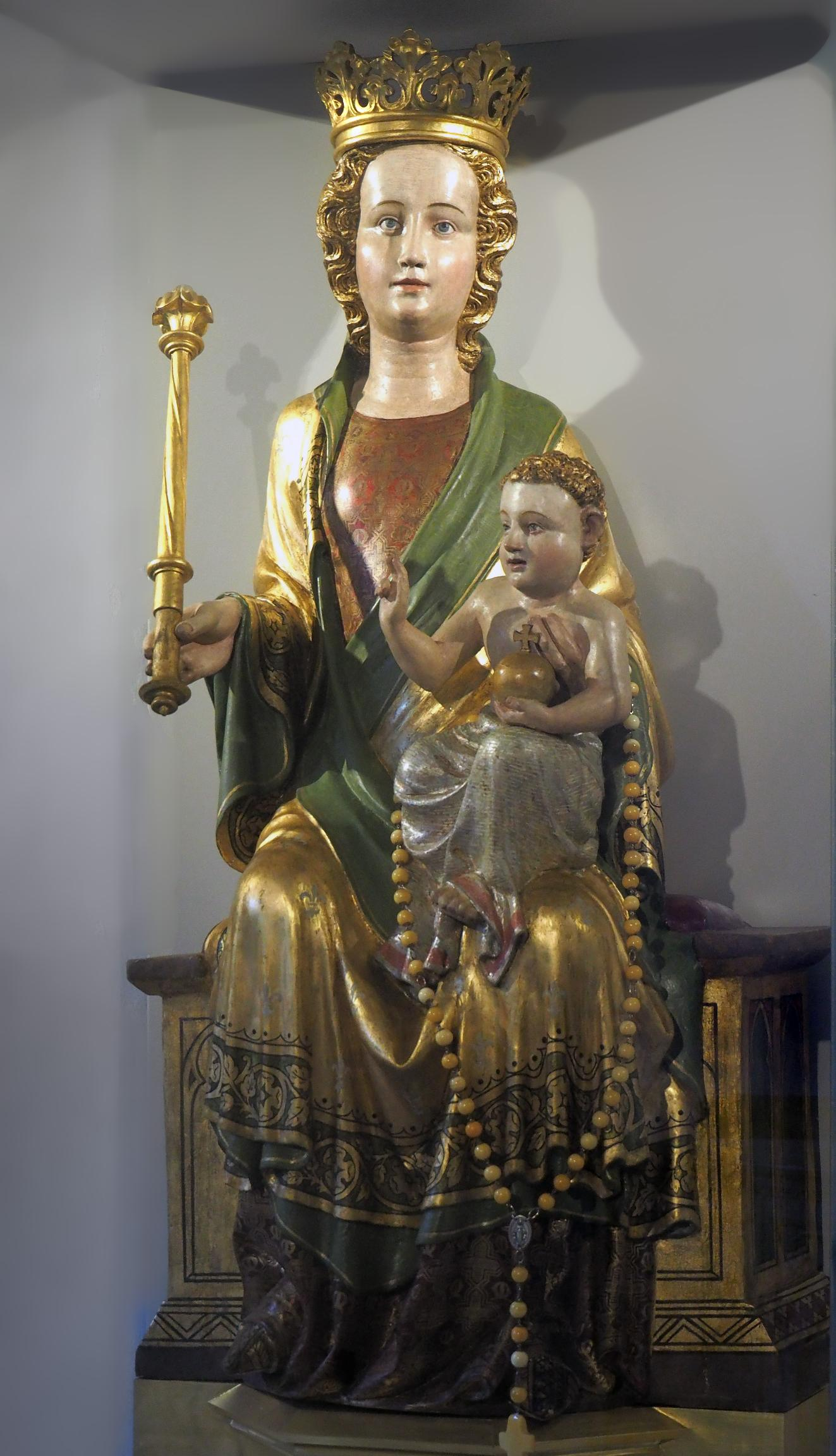
Thronende Muttergottes

Der Volksaltar ist von Sepp Hürten aus dem steinernen Unterbau des alten aus Holz errichteten neogotischen Hochaltars gestaltet, ebenso wie der Bronzetabernakel, der in der Apsis des südlichen Nebenchores steht. In der Apsis des nördlichen Nebenchores steht das spätromanische, aus Blei gegossene Taufbecken aus Mitte des 13. Jahrhunderts. Der sich nach unten verjüngende Kessel ist mit gedrehten Halbsäulen und Dreipassarkaden verziert und mit Wulst abgeschlossen. Das Becken steht auf einem Rundpfeiler mit quadratischer Basis.
An den Pfeilern des Mittelschiffs sind mehrere Heiligenfiguren aus unterschiedlichen Epochen auf Konsolen angebracht. Aus dem 18. Jahrhundert stammen die barocken Darstellungen des heiligen Nikolaus und der heiligen Agatha und eine Figur des heiligen Johannes Nepomuk im südlichen Seitenschiff. Im nördlichen Seitenschiff befindet sich ein gotisches Vesperbild aus dem 15. Jahrhundert Aus dem 19. Jahrhundert stammen die Figuren der Apostelfürsten Petrus und Paulus, des Heiligen Josef und der heiligen Anna so wie des heiligen Judas Thaddäus. In der Eingangshalle im Erdgeschoss des Westturms steht eine Statue der thronenden Muttergottes um 1400. Die gekrönte Madonna thront auf einem Kastensitz und hält ein Szepter in der rechten und das Jesuskind in der linken Hand. Das Kind ist halbbekleidet mit Globus und Segensgestus dargestellt. Die Muttergottes ist in einer jüngst restaurierten gold-grünen Fassung aus dem 19. Jahrhundert erhalten.
An der Turmaußenwand im nördlichen verlängerten Seitenschiff hängt das barocke Epitaph eines Wipperfürther Notars und Richters. Auf der anderen Seite des Turms im südlichen Seitenschiff hängt ein Hochaltaraufsatz aus der ersten Hälfte des 17. Jahrhunderts aus Kalkstein. Im Hauptfeld zwischen kannelierten korinthischen Säulen ist ein Relief zu sehen, welches das letzte Abendmahl in bäuerlicher Derbheit darstellt. In den Nischen der seitlichen Volutenwangen stehen eine Muttergottes links und vermutlich ein Apostel rechts. Die korinthischen Säulen tragen einen Segmentgiebel mit einem Relief des Jüngsten Gerichts. Seitlich stehen der Hl. Nikolaus und die Hl. Agatha.
Auf der Holzempore befindet sich die 1982 eingeweihte Klaissorgel mit 28 klingenden Registern.
Im Westturm hängen drei Bronzeglocken aus dem Jahr 1973 und ein kleines Glöckchen von 1871, das unbenutzt in einem der Chorflankentürme aufbewahrt wurde.
Aus dem 14. Jahrhundert ist ein Kelch erhalten. Dieser ist aus vergoldetem Silber, das teils getrieben teils gegossen ist, angefertigt und gestiftet von Jehan de Toull aus Paris um 1330. Verziert ist dieser mit acht Platten aus transluzidem Silberemail. Die Silberemailplatten zeigen Szenen aus Passion und Auferstehung Jesu.

## Würdigung
Die Kirche stellt ein eindrucksvolles Zeugnis des romanischen Baustils mit gotischen Stilelementen dar. Der romanische Raum zeichnet sich durch seine gelungenen Proportionen aus. Die Kirche „ist der bedeutendste und einheitlichste Kirchenbau in dem ganzen Oberbergischen Bezirk“ (Clemen, 128).
Die Maße der Anlage, das große Mittelschiff und der kolossale Turm sprechen für die Bedeutung der Kirche als Nebenstiftskirche.
Die Entwicklung zur Hauptstadt des Bergischen Landes setzt mit den Begünstigungen unter Engelbert von Berg im 13. Jahrhundert ein. Diese führten zur reichhaltigen Ausgestaltung mit der Einwölbung des Mittelschiffs und dem Ausbau der Nebenchöre.
Die Kirche gehört zu der Gruppe der frühen Gewölbekirchen des gebundenen Systems am Niederrhein, deren Entwicklung mit der Mauritiuskirche in Köln ab 1140 einsetzt.
Kubach/Verbeek erkennen in der Architektur des Kirchenbaus eine „Verbindung von schwerfällig Geformtem mit manchem eigenwillig Bizarrem“ (Kubach/Verbeek, 1256), ein Umstand, den sie in der abgeschiedenen Lage im Bergland und in der Nähe zu Westfalen begründet sehen.
Seit mehr als 800 Jahren ist die Pfarrkirche St. Nikolaus spirituelles Zentrum und Ort des Gebetes. Auch die Wipperfürther „Turmmadonna“ ist über die Grenzen Wipperfürths hinaus bekannt und ist durch die Jahrhunderte bis heute Ziel vieler Wallfahrten. Alle Generationen haben die Kirche auf ihre Art gestaltet, so dass heute in dem schlicht ausgestatteten, wohl proportionierten Raum viele unterschiedliche Stilepochen vertreten sind.